# Mauritsininae
De Mauritsininae zijn een onderfamilie van uitgestorven kreeftachtigen uit de klasse van de Ostracoda (mosselkreeftjes).

## Geslachten
- Kikliocythere Howe & Laurencich, 1958 †
- Mauritsina Deroo, 1962 †